# Tornade des trois États
La tornade des trois États (The Great Tri-State Tornado) du mercredi 18 mars 1925, est la tornade la plus meurtrière de l'histoire des États-Unis. Elle est la plus exceptionnelle d'une éruption de tornades comptant au moins douze tornades importantes et ayant sévi à travers une grande partie du Midwest et du Sud des États-Unis. À elle seule, cette tornade a causé 695 morts, plus de deux fois le nombre de la deuxième plus meurtrière qui eut lieu en 1840 (la grande tornade de Natchez).
La tornade des trois États a parcouru 378 km du sud-est du Missouri, à travers le Sud de l'Illinois, pour se terminer dans le sud-ouest de l'Indiana, soit la plus longue jamais enregistrée mondialement. La trace au sol fut cependant discontinue et les sections mises bout à bout totalisèrent 352 km,. Bien que non officiellement classée par la NOAA, cette tornade est reconnue par la plupart des experts (tels que Thomas P. Grazulis et Ted Fujita) comme une tornade de niveau F5, la cote maximale sur l'échelle de Fujita.

## Évolution météorologique
Une réanalyse météorologique de la situation fut publiée en 2013. Celle-ci utilisa toutes les données des stations météorologiques de surface, les radiosondages disponibles et les modèles récents de prévision numérique du temps pour améliorer significativement l'étude à l'échelle synoptique et à la méso-échelle de ce cas. La fin de l'hiver et le début du printemps 1925 furent plus chauds et humides que la normale dans le centre des États-Unis. En altitude, une crête barométrique s'était établie sur l'ouest du pays et un creux barométrique sur le centre.
Une dépression s'était formée en surface sur le nord-ouest du Montana vers 7 heures du matin le 16 mars 1925. Elle se déplaça vers le sud-est pour atteindre la région de Denver au Colorado le lendemain. En même temps, un front occlus s'étendait entre la baie d'Hudson et la dépression, alors que de l'air frais et humide donnait du temps brumeux à l'avant du front, du Texas aux Carolines et de l'air sec et instable en allant vers le Nouveau-Mexique. Pendant ce temps, un front chaud le long de la côte du golfe du Mexique pompait de l'air chaud et humide plus au sud. En altitude, une onde courte météorologique avait traversé les montagnes Rocheuses dans la région du Grand Bassin en Utah et développa rapidement le centre de basse pression sur le Colorado.
Tôt le matin du 18 mars, la faible dépression de 1 003 hPa s'était rendue dans le nord-est de l'Oklahoma, poussant le front chaud et sa masse d'air vers le nord tout en développant un front froid et un front de point de rosée vers le sud-ouest. Avec des températures entre 15 et 20 °C et des points de rosée de 10 à 15 °C dans le secteur chaud, l'air contenait beaucoup d'humidité pour la saison que l'approche des fronts froids et de point de rosée rendait instable. De plus, le cisaillement des vents avec l'altitude était favorable à la formation de phénomènes de rotation dans les nuages convectifs qui s'y formeraient, une situation propice aux tornades. Cependant, l'avancement du front de point de rosée aussi loin que vers la Dixie Alley était peu courant en cette saison.

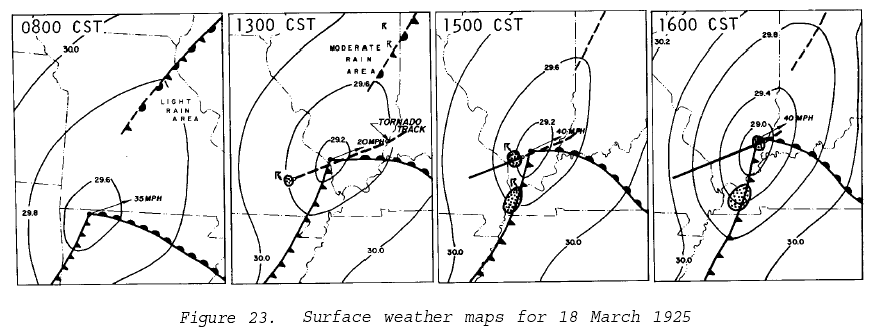
Évolution du système dépressionnaire le 18 mars à 8, 13, 15 et 16 heures locale.

Vers midi, la dépression était en creusement et avait atteint le centre-sud du Missouri et le front froid traversait l'est de l'Oklahoma. Les nuages matinaux s'étaient évaporés dans le secteur chaud et les températures se mirent à augmenter rapidement. La supercellule qui donna la tornade des trois États commençait à se former près de la dépression de surface et du front froid, une position très favorable. Elle accéléra plus vite que la dépression vers le nord-est, suivant la bordure sud des nuages associés avec le front chaud.
Vers 14 h, la dépression était centrée juste au sud-sud-ouest de Saint-Louis (Missouri) et la supercellule près du Mississippi. D'autres orages se formèrent dans le secteur chaud vers 15 h. La dépression atteignit une pression centrale de 998 hPa vers 16 heures alors que la supercellule passait sur le sud de l'Indiana. Un très fort courant-jet de bas niveau fortement courbé accompagnait ce système dans le secteur chaud, augmentant le cisaillement des vents et de nombreux orages violents remplissaient cette zone mais la supercellule qui a donné la tornade des trois États était toujours distinctes des autres.
À 18 h, l'onde courte supportant la dépression de surface et les orages se retrouvait sur l'est du Missouri et la dépression près d'Indianapolis, Indiana. Vers 19 h, la plupart des orages s'étaient fusionnés en une ligne de grain au sud-est de la dépression. pendant ce temps, l'air froid derrière le front froid changea les précipitations en neige et grésil sur de l'Iowa au Michigan.
À 7 h le matin du 19 mars, la dépression toujours en creusement était entrée dans le Sud du Canada.

### Supercellule principale

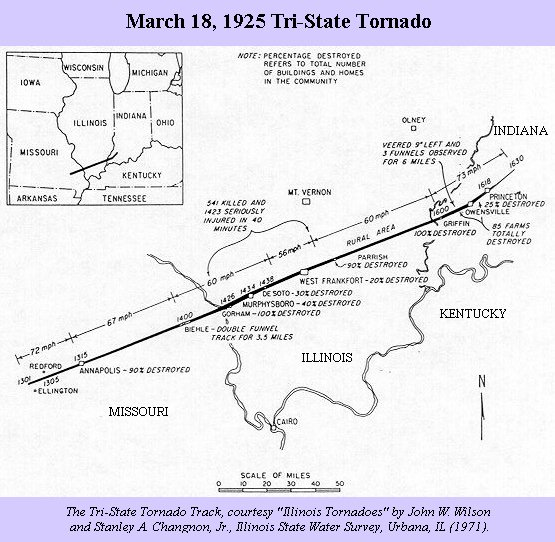
Trajectoire de la tornade principale.

La tornade des trois États semble s'être formée vers midi, environ 40 minutes avant le premier rapport de dégâts dans le comté de Shannon (Missouri). Cette supercellule de type classique durant les deux premières heures de vie, s'est graduellement transformée en une supercellule à forte précipitations (HP) sur le sud de l'Illinois. L'entonnoir nuageux a touché de sol à 12 h 40 et s'est dissipé après 16 h 40 mais un autre entonnoir provenant probablement du même orage a frappé le sud-est de l'Indiana vers 18 h,. Comme la convection s'était intensifiée dans le secteur chaud durant la journée, la supercellule avait finalement fusionné avec une ligne de grain en arcs multiples (LEWP) sur le centre sud de l'Indiana, puis s'était dissipée après 19 h,. La vitesse de déplacement de la tornade est estimée à 95 km/h.
À cause de son mouvement très rapide, de sa largeur et de la base du nuage très près du sol, la tornade présentait parfois une apparence inhabituelle. De plus, la transition de la supercellule-mère vers un type à fortes précipitations (HP) fit que la tornade fut souvent noyée dans de fortes pluies et de la grêle, sans compter la poussière et les débris soulevés. Elle fut souvent décrite par les témoins comme un brouillard amorphe ou un nuage en ébullition avançant au sol et non la forme conique ou en tube caractéristique. Son apparence trompa ainsi les fermiers qui normalement auraient dû reconnaître le danger et s'abriter. La tornade fut souvent accompagnée par de rafales descendantes extrêmes, augmentant la largeur du corridor de dommages. Ce dernier fut en moyenne de 1,21 km de largeur et parfois atteignit jusqu'à 4,8 km.
L'incertitude a longtemps persisté quant à savoir s'il s'agissait d'une seule tornade, ayant une trajectoire de 352 km et une durée de plus de 3,5 heures, ou bien une famille de tornades. Les données clairsemées sur la longueur de la trajectoire, en raison des difficultés de transport et de communication à cette époque, ainsi que l'absence d'autres tornades approchant ce record, a longtemps soulevé des doutes. La théorie météorologique sur la structure des supercellules et des tornades suggère qu'une telle durée est hautement improbable, sans compter que l'analyse météorologique révèle que les conditions ce jour-là n'étaient pas exceptionnelles,. De plus, plusieurs autres tornades de longue durée de vie furent réanalysées et les chercheurs les reclassèrent comme des familles de tornades. Finalement, les données de supercellules récentes bien documentées n'ont répertorié que 12 tornades ayant une trajectoire supérieure à 160 km entre 1980 à 2012 (60 depuis 1950) ce qui est deux fois moins long que la tornade des trois États.
Thomas P. Grazulis écrivit en 2001 que les premiers 97 km de la trajectoire sont probablement le résultat de deux ou plusieurs tornades et que les 253 km suivants étaient apparemment continus. La recherche exhaustive publiée en 2013 n'a pas permis de trancher, bien qu'elle ait réussi à obtenir des observations supplémentaires de dégâts, étendant son corridor de 24 km plus à l'ouest et de 1,6 km plus à l'est. Les scientifiques conclurent qu'il était probable que certaines des traces au début et à la fin provenaient de tornades distinctes et que d'autres tornades au nord-est de la trajectoire principale soient reliés à la même supercellule.

## Impact
| Échelle de Fujita | Nombre |
| ----------------- | ------ |
| F0                | 0      |
| F1                | 0      |
| F2                | 2      |
| F3                | 4      |
| F4                | 3      |
| F5                | 1      |

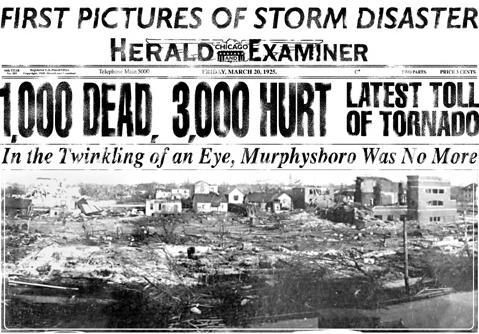
La Une des journaux.

La tornade des trois États fait partie d'une éruption de tornades, dont plusieurs particulièrement destructives, qui se développèrent le 18 mars 1925 dans le Midwest et le sud des États-Unis, affectant le Tennessee, le Kentucky, l'Indiana, et des portions de l'Alabama et du Kansas. Au moins 747 personnes ont perdu la vie avec ces tornades et plus 2 298 furent blessés. Ceci fait de cette éruption de tornades la plus meurtrière sur une journée de l'histoire des États-Unis. Douze tornades majeures furent répertoriées mais nombre de tornades plus faibles ne l'ont pas été.
Ces tornades se sont produites le long d'une ligne d'orages violents, comprenant des orages supercellulaires, s'étendant de la Louisiane à la région des Grands Lacs et qui s'est rendue aussi loin à l'est que l'Ohio, au sud-est à la Géorgie et au nord en Ontario (Canada). De nombreux rapports de vents violents et de grosse grêle (jusqu'à un diamètre de 4,5 pouces (11,4 cm)) furent enregistrés en plus des tornades.

### Missouri

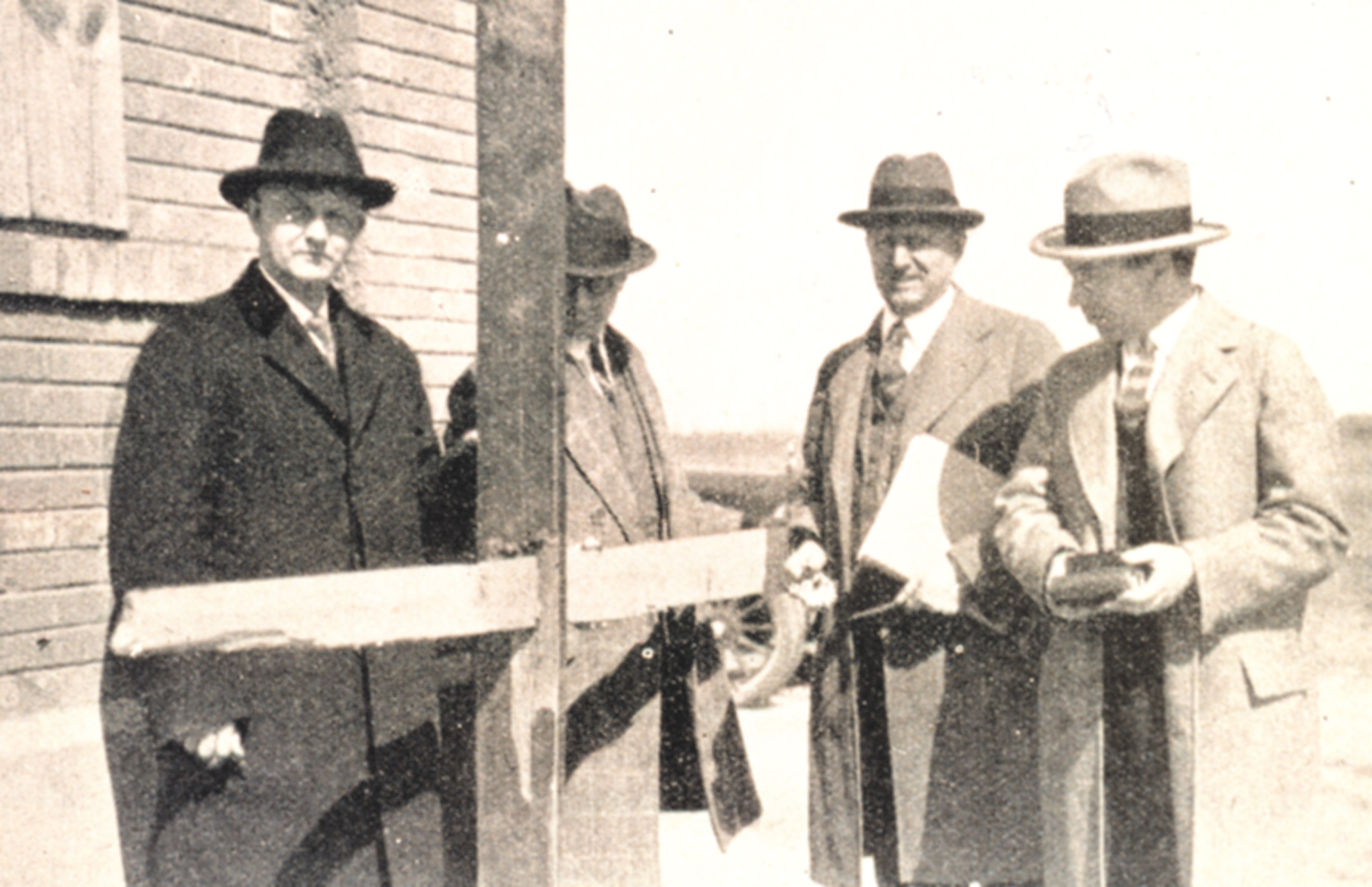
Planche projetée à travers une poutre par la tornade.

La tornade a été aperçue comme un entonnoir de condensation très visible et relativement faible dans les collines boisées accidentées de Moore Township, comté de Shannon (Missouri) vers 12 h 40. Le premier décès eut lieu à 13 h 1 au nord-nord-ouest d'Ellington, la tornade étant déjà très large à ce moment. Plusieurs maisons et d'autres structures furent détruites au nord de la ville. La tornade accéléra ensuite vers le nord, provoquant 500 000 $US en dommages à la propriété et la quasi-annihilation d'Annapolis, en plus de la mort de deux personnes. La tornade a ensuite frappé la ville minière de Leadanna où les machines d'exploitation minière et plusieurs structures furent détruites, et deux autres personnes furent tuées.
Dans le comté de Bollinger, 32 enfants furent blessés lorsque deux écoles furent endommagées et plusieurs maisons furent complètement détruites. Un profond sillon fut observé près de la ville de Sedgewickville, signalant le passage de la puissante tornade qui projeta des plaques de fer à 80 km de distance. En traversant le comté de Perry, les témoins rapportèrent un entonnoir double lorsqu'elle frappa la ville de Biehle, détruisant de nombreuses maisons et tuant quatre personnes. De nombreuses autres maisons furent complètement rasées près de Frohna,. La ville de Cornwall fut également touchée par la tornade, faisant au moins 11 morts de plus.

### Illinois

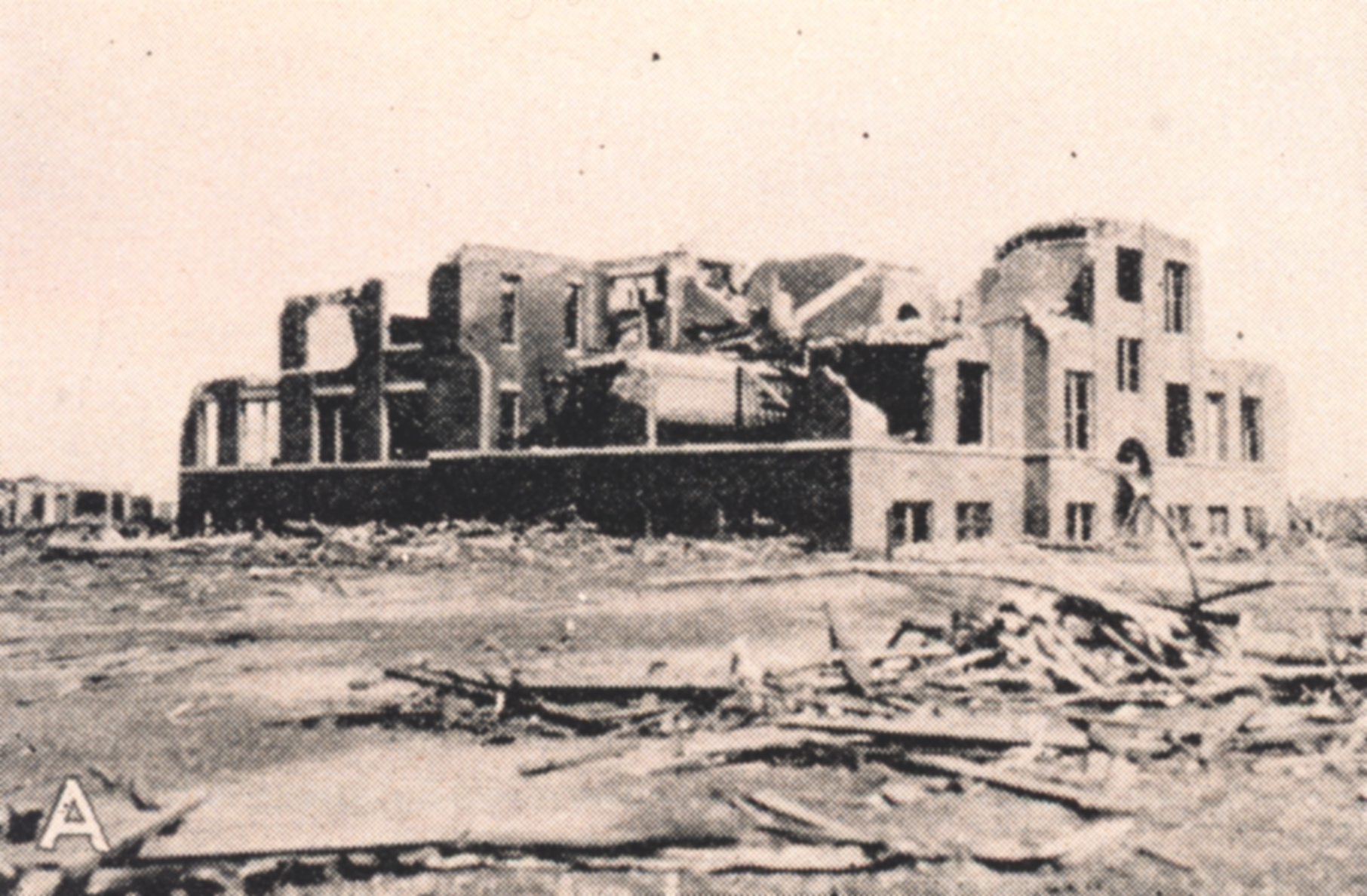
Ruines de l'école Longfellow à Murphysboro (Illinois) où 17 enfants furent tués vers.

La tornade traversa le fleuve Mississippi dans le sud de l'Illinois. Elle écorça des arbres et creusa un profond sillon dans les zones rurales avant de frapper Gorham à 14 h 30, rasant la ville et tuant 34 personnes. Presque toutes les structures furent rasées et les voies ferrées furent arrachées. Plus de la moitié de la population fut blessée ou tuée, dont sept décès dans une école.
Poursuivant vers le nord à une vitesse moyenne de 100 km/h, la tornade coupa un corridor de presque 1,6 km de largeur à travers Murphysboro, aplatissant complètement une grande partie de la ville. Des rangées entières de maisons furent arasées et les débris éparpillées. De nombreuses autres structures furent endommagées ou détruites dans toute la ville, y compris le dépôt du chemin de fer M&O, où 35 personnes furent tuées. Les écoles de la région furent détruites, 17 étudiants furent tués à l'école Longfellow et 9 autres tués à l'école Logan. La tornade passée, des incendies se sont déclarés dans les décombres, brûlant de nombreux survivants piégés sous les débris. Le total des victimes dans Murphysboro fut de 234, le plus grand nombre des décès par une tornade dans une seule ville dans l'histoire des États-Unis.
La tornade dévasta ensuite la ville voisine de De Soto, tuant 69 personnes. Trente-trois (33) des décès furent des étudiants dans l'effondrement partiel de l'école municipale, le pire bilan pour une seule école dans l'histoire du pays. La tornade continua vers le nord-est et frappa le petit village de Bush, tuant sept personnes et rasant plusieurs maisons. Des débris de bois s’incrustèrent dans le château d'eau de la ville et de lourds essieux de chemin de fer furent dispersées dans la cour de triage.
Plus à l'est, la ville minière de West Frankfort fut également dévastée par la tornade, faisant 152 décès. Elle frappa le côté nord-ouest de la ville, nivelant de nombreuses entreprises et balayant des lotissements entiers. À la mine Orient, un grand culbuteur de wagons à charbon, pesant plusieurs tonnes, fut soufflé et roulé par la tornade. Les dommages extrêmes se poursuivirent à l'est de la ville où une voie élevée de chemin de fer fut arrachée de ses supports et 91 m de voie ferrée furent arrachés et soufflés. Plusieurs petits villages miniers de la région furent effacés de la carte, entraînant de nombreux décès.
La tornade détruisit ensuite la petite ville de Parrish, où 22 personnes furent tuées, et la ville ne fut jamais reconstruite. Dans un délai de 40 minutes, 541 vies furent perdues et 1 423 personnes furent grièvement blessés. La tornade traversa ensuite des zones rurales dans les comtés de Hamilton et White, revendiquant 65 autres vies avant de traverser l'Indiana. Il est estimé que 613 personnes sont mortes dans l'Illinois, le plus grand nombre de décès par une tornade dans un État dans l'histoire des États-Unis.

### Indiana

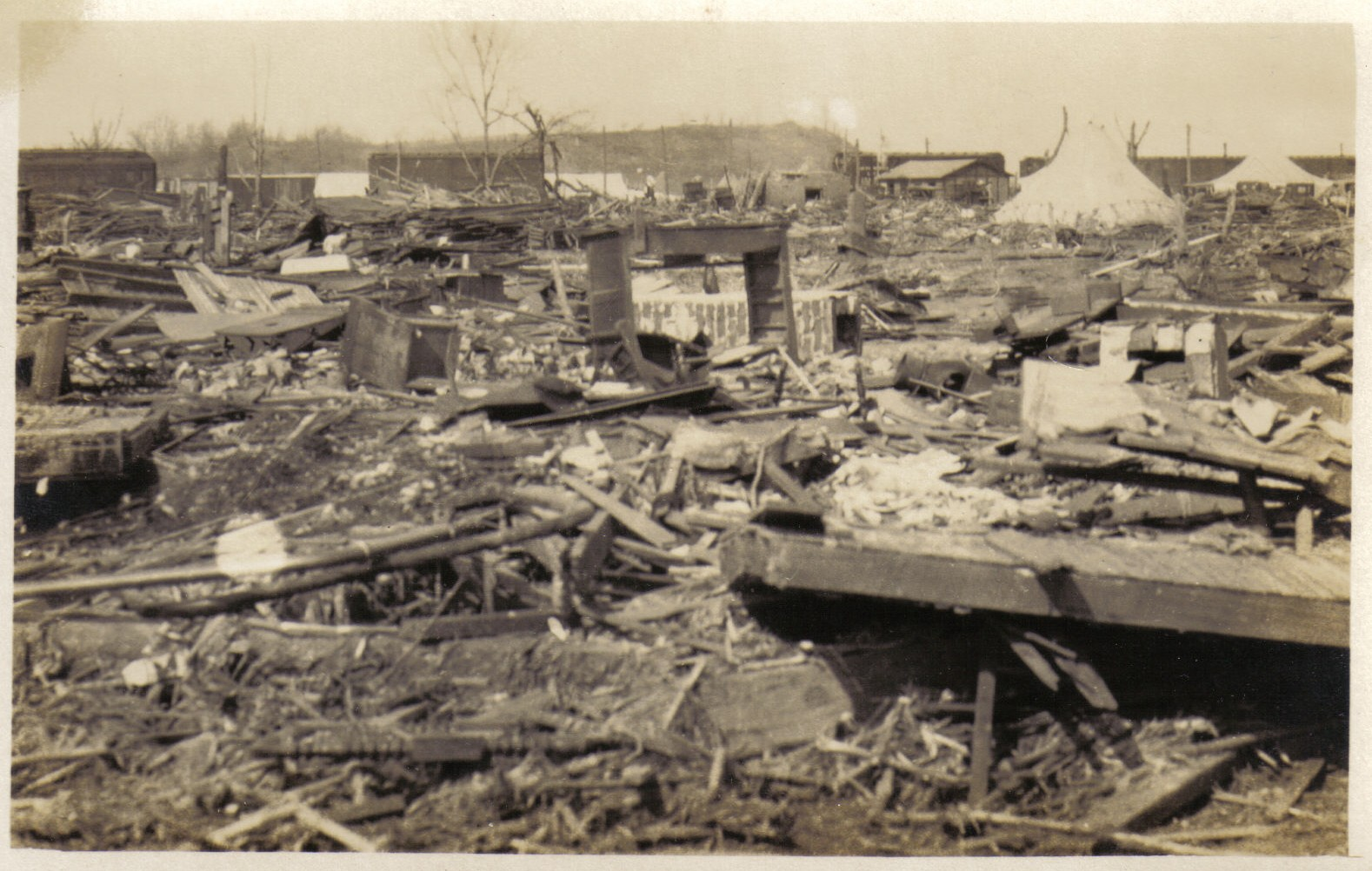
Ruines de la ville de Griffin où 26 personnes perdirent la vie.

La tornade a ensuite croisé la rivière Wabash pour se retrouver en Indiana et détruire la ville de Griffin, où la plupart des structures furent rasées et certaines soufflées très loin. Vingt-six personnes y périrent. La tornade a ensuite dévasté des zones rurales, oblitéré Owensville et faisant deux morts supplémentaires, puis dévasté Princeton en tuant 45 de ses habitants. L'usine locale de Heinz fut aussi gravement endommagée. La tornade a parcouru plus de 16 km au nord-est de cette dernière ville avant de finalement se dissiper vers 16 h 38 à environ 4 km au sud-sud-est de Petersburg. Dans l'Indiana, au moins 71 personnes ont péri.